# N6 (Ghana)
De N6 of National Road 6 is een nationale weg in Ghana die de hoofdstad Accra met de tweede stad Kumasi verbindt. De weg is ongeveer 250 kilometer lang en loopt door de regio's Greater Accra, Eastern en Ashanti.
De N6 begint in Accra bij een afrit van de N1, die hier George Walker Bush Motorway heet. Daarna loopt de weg verder naar het noorden via Nsawam en Suhum, waar de N3 wordt gekruist, naar Nsutem. Vanaf Nsutem loopt de weg samen met de N4 via Nkawkaw naar Kumasi. In Kumasi sluit de N4/N6 aan op de N8 naar Cape Coast en de N10 naar Techiman.